# Ab jetzt…Demokratie durch Volksabstimmung
Ab jetzt…Demokratie durch Volksabstimmung – Politik für die Menschen (Kurzbezeichnung Volksabstimmung; Kandidaturen bis 2007 unter Ab jetzt…Bündnis für Deutschland Liste: Gegen Zuwanderung ins „Soziale Netz“, ab 2007 Ab jetzt…Bündnis für Deutschland Partei für Demokratie durch Volksabstimmung, 2012 Deutschland Ab jetzt – Bündnis für Deutschland, Kurzbezeichnung auch De) ist eine deutsche Kleinpartei, deren Programmatik sich zwischen Nationalkonservativismus und Elementen direkter Demokratie bewegt. Sie lehnt den Euro als Währung grundsätzlich ab und wirbt in ihrem Programm für die Rückkehr zur D-Mark als nationaler Währung innerhalb der EU. Die Volksabstimmung äußert sich skeptisch gegenüber der modernen Medizin als „von der Pharma-Lobby gesteuerter Kostenfaktor der etablierten Parteien“ und wirbt für die Gleichstellung von Naturheilverfahren im Gesundheitswesen.
Die Partei wurde vom Verfassungsschutz des Landes Nordrhein-Westfalen über mehrere Jahre als rechtsextrem eingestuft, zuletzt im Verfassungsschutzbericht 2006. Sie habe sich „deutlich fremdenfeindlich“ geäußert und „die im Bundestag vertretenen Parteien und deren Vertreter als Initiatoren einer gegen die eigentlichen nationalen Interessen Deutschlands gerichteten Politik“ diffamiert, außerdem sah die Behörde „tatsächliche Anhaltspunkte für den Verdacht rechtsextremistischer Bestrebungen“. Im Verfassungsschutzbericht 2007 wird die Partei hingegen nicht mehr erwähnt.
In einer Bewertung stufte die Bundeszentrale für politische Bildung 2019 die Quellen im Parteiprogramm und auf der Website als verschwörungstheoretisch und antisemitisch ein.

## Inhaltliches Profil
Gemäß ihrer beim Bundeswahlleiter hinterlegten Satzung ist der Zweck der Partei, „Demokratie durch Volksabstimmung in Deutschland zu verwirklichen“ und an Wahlen zu deutschen Parlamenten und zum Europaparlament teilzunehmen. Die Partei beruft sich auf Artikel 20 des Grundgesetzes für die Bundesrepublik Deutschland: „Alle Staatsgewalt geht vom Volke aus. Sie wird vom Volke in Wahlen und Abstimmungen […] ausgeübt.“ Sie spricht von einem „Europa der Vaterländer“ und fordert damit einhergehend die Rückkehr zur D-Mark als nationaler Währung. Ferner fordert sie die Wiedereinführung von Grenzkontrollen sowie die „Beobachtung verdächtiger Personen, die sich ‚pro forma‘ anmelden“, „Bewegungsbilder herumreisender Einbrecher-Clans“, „härtere Bestrafungen ohne Bewährung“ und die „unverzügliche Auflösung des Verfassungsschutzes“, beruft sich aber gleichzeitig in der Präambel auf das geltende Grundgesetz.
Die Partei „Ab jetzt…Demokratie durch Volksabstimmung“ erklärt Erkrankungen wie Alzheimer, Arthritis, Allergien, Diabetes, Herzerkrankungen, Depressionen, chronische Müdigkeit und Prostataleiden zu Folgen von Vergiftungen und beruft sich dabei auf Theorien des Heilpraktikers Uwe Karstädt.
Statt der verordneten schulmedizinisch-chemischen medikamentösen Behandlung wirbt sie in ihrem Parteiprogramm konkret für Naturheilarzneien sowie alternative Behandlungsformen, beispielsweise die Bioresonanztherapie. Gegen Krebs seien nach „israelischem Vorbild“ Algen wirksam. Ferner spricht die Partei von der „AIDS-Lüge“. Auch die Wirksamkeit von Organtransplantationen wird als „Organwahn“ und „fataler Irrtum“ in Frage gestellt.
In der Familien- und Rentenpolitik ist es der Partei wichtig, dass „über Sorgerechtsentzug zum Kindeswohl nur Jugendamtsbedienstete und Familienrichter aus ‚heilen Familien‘ entscheiden“. Dazu merkt die Partei wörtlich an: „Eine heile Familie ist die Verbindung zweier Personen verschiedenen Geschlechts, die in erster Ehe zusammen leben und mindestens zwei eigene leibliche Kinder bis zur Volljährigkeit selber groß gezogen haben.“
Zuletzt lehnt die Partei Gentechnik und Tierversuche zu pharmazeutischen Zwecken strikt ab und fordert ein Verbot.
Die „Kohlenstoffdioxid-Diskussion“ erklärt sie für absurd und von Lobbyisten inszeniert.
Im Rahmen der COVID-19-Pandemie rief die Partei dazu auf, das „natürliche Immunsystem mit Vitamin C und D3 zu stärken“.
Die Partei fordert Volksabstimmungen nach dem Vorbild der Schweiz. In ihrem Grundsatzprogramm von 2007 heißt es, Deutschland müsse „seinen gleichberechtigten Platz innerhalb der freien Völker“ fordern. Die Thematik der Zuwanderung bzw. ihrer Begrenzung nimmt einen hohen Stellenwert ein. So heißt es, Deutschland leide an „Überbevölkerung“, was auf „Zuwanderung ins ‚Soziale Netz‘“ zurückzuführen sei und folgendermaßen begründet wird: „Deutschland gehört zu den am dichtesten besiedelten Ländern der Welt und verträgt auch aus Umweltgesichtspunkten (Feinstaub, Smog, Lärm, Verkehrsstaus etc.) keine weitere Zuwanderung.“ Dementsprechend fordert die Partei, das Asylrecht einzuschränken und straffällig gewordene oder auf Sozialleistungen angewiesene Ausländer abzuschieben.
Die Partei Volksabstimmung lehnt Auslandseinsätze der Bundeswehr als Kostenfaktor ab, fordert gleichzeitig aber eine „starke, gut ausgerüstete Bundeswehr“. Die Kosten, die ihrer Meinung nach durch die Beendigung von Auslandseinsätzen eingespart werden könnten, seien besser zur Schaffung von Arbeitsplätzen und in der Bildung aufgehoben.
Der Wahlaufruf zur Europawahl 2009 und spätere Wahlaussagen zu Europawahlen stellt hingegen keine Forderungen zur Zuwanderungspolitik mehr auf und konzentriert sich auf die Sozialpolitik (Finanzierung durch Steuern, Senkung von Belastungen) und die direkte Demokratie.

## Teilnahme an Wahlen
- Bei der Europawahl 2004 erreichte sie bundesweit 135.015 Stimmen, was einem Stimmenanteil von 0,5 Prozent entsprach, und erlangte damit die Parteienfinanzierung des Deutschen Bundestages.
- Bei den Kommunalwahlen in Nordrhein-Westfalen 2004 trat sie unter dem Kürzel Deutschland im Rhein-Sieg-Kreis an und erzielte dort mit 1,5 Prozent einen Sitz im Kreistag. Da sie mit der NPD und einem ehemaligen PDS-Mitglied, die auch jeweils einen Sitz im Kreistag des Rhein-Sieg-Kreises erlangen konnten, eine „technische Fraktionsgemeinschaft“ bilden wollte, erhielt sie kurzzeitig mediale Aufmerksamkeit.
- Auch bei den Kommunalwahlen 2009 und 2014 behielt die Partei jeweils einen Sitz im Kreistag des Rhein-Sieg-Kreises, im Jahr 2014 mit einem Stimmanteil von 0,98 %.
- Ebenfalls 2004 erhielt sie mit einem Wahlergebnis von 3,16 Prozent einen Sitz im Rat der Kreisstadt Siegburg, den sie 2009 und 2014 jeweils trotz Verlusten halten konnte.
- Seit 2009 hat sie einen Sitz im Sankt Augustiner Stadtrat.
- Bei der Bundestagswahl 2005 trat sie nur in Nordrhein-Westfalen an und erhielt 1.473 Erst- und 9.643 Zweitstimmen, das waren 0,02 Prozent der gültigen Zweitstimmen bundesweit.
- 2006 trat die Partei unter dem Kürzel Deutschland zur Landtagswahl in Mecklenburg-Vorpommern an und bekam 3.131 Zweitstimmen, was einem Stimmenanteil von 0,4 Prozent entsprach.
- Bei der Bürgerschaftswahl in Bremen 2007 kandidierte sie nur im Wahlbereich Bremerhaven und erhielt dort 0,8 Prozent.
- Bei der Landtagswahl in Hessen 2008 trat die Partei mit einer Landesliste Volksabstimmung an und bekam 3.130 Zweitstimmen, was einem Stimmenanteil von 0,1 Prozent entsprach. Am selben Tag erhielt sie bei der Landtagswahl in Niedersachsen mit ihrer Landesliste Volksabstimmung 5.944 Zweitstimmen, was einem Stimmenanteil von 0,2 Prozent entsprach.
- Bei der Landtagswahl in Nordrhein-Westfalen 2010 erreichte die Partei 7.787 Zweitstimmen (0,1 %) und 1.087 Erststimmen.[9]
- Bei der Bundestagswahl 2013 entfielen auf die Partei 1748 (0,0 %) Erst- sowie 28.654 (0,1 %) Zweitstimmen.[10]
- Die Europawahl 2014 brachte der Partei 88.535 Stimmen, was einem Anteil von 0,3 % der Wählerschaft entspricht.
- Bei der Landtagswahl in Nordrhein-Westfalen 2017 erhielt die Partei laut vorläufigem amtlichem Endergebnis 8.486 der Zweitstimmen, was einem Anteil von 0,10 Prozent entspricht.
- Bei der Bundestagswahl 2017 erhielt die Partei 6.315 Erststimmen (0,0 %) und 9.894 Zweitstimmen (0,0 %).[11][12]
- Bei der Europawahl 2019 erhielt die Partei 58.400 Stimmen, was 0,2 % entsprach.[13]
- Bei der Bundestagswahl 2021 erhielt die Partei 1.085 Erststimmen (0,0 %). Mit Landeslisten trat sie nicht an.[14]
- Bei der Landtagswahl in Nordrhein-Westfalen 2022 erhielt die Partei laut vorläufigem amtlichem Endergebnis 5.613 der Zweitstimmen, was einem Anteil von 0,1 Prozent entspricht.